# Pinheiro Preto
Pinheiro Preto là một đô thị thuộc bang Santa Catarina, Brasil. Đô thị này có diện tích 65,705 km², dân số năm 2007 là 2912 người, mật độ 45,5 người/km².